# Tjugo frågor (radioprogram)
Tjugo frågor var ett program som sändes i Sveriges Radio P1 1948–1960, baserat på sällskapsleken tjugo frågor. Programmet repriseras fortfarande emellanåt.
Panelen bestod av Astrid Lindgren, Stig Järrel och Kjell Stensson. De första åren ingick även Marianne Löfgren i panelen. I vissa program deltog även en gäst, bland andra Sickan Carlsson. Även Ria Wägner ingick i panelen i de fall Astrid Lindgren hade förhinder. Panelen skulle gissa sig fram till ett hemligt ord (som bara studiopubliken och radiolyssnarna kände till) genom att ställa högst 20 frågor. Programledare var Per-Martin Hamberg.